# آي. إم. إبراهيم
آي. إم. إبراهيم (بالإنجليزية: I. M. Ibrahim)‏ هو مدير فني أمريكي، ولد في 23 يونيو 1941 في حيفا في إسرائيل، وتوفي في 12 يوليو 2008 في سينيكا في الولايات المتحدة.